# Miguel Rodríguez Orejuela
Miguel Ángel Rodríguez Orejuela (* 15. srpna 1943 Mariquita) je kolumbijský zločinec, drogový baron, mladší bratr Gilberta, rovněž drogového barona. Je jedním ze zakladatelů Calijského kartelu. V roce 1974 se oženil s tehdejší kolumbijskou Miss Martou Luciou Echeverry.

## Calijský kartel
Miguelem Rodríguez Orejuela, společně se svým starším bratrem Gilbertem Rodríguez Orejuela a José Santacruz Londoño založili v 70. letech 20. století Calijský kartel. Nejprve obchodvali pouze s marihuanou, ale v 80. letech začali s distribucí kokainu. Calijský kartel jeden čas ovládal 80 % celosvětového obchodu s kokainem, který dodávali prostřednictvím Rodriguezova syna Jorge Alberta Rodrigueze především do Spojených států amerických a Evropy.
Jeho rivalem byl Medellínský kartel v čele s Pablem Escobarem, který byl oproti Calijskému kartelu zapojen i do brutálních útoků, podporovaných zkorumpovanou kolumbijskou vládou, až nakonec byl na Pabla Escobara vydán mezinárodní zatykač, zatímco Calijský kartel v tichosti zvyšoval své pole působnosti.
Po smrti Pabla Escobara obrátili kolumbijské úřady svou pozornost na Calijský kartel. V létě roku 1995 byla proti kartelu zahájena policejní akce.

## Zatčení
Miguel Rodriguez byl zadržen 6. srpna 1995, kdy Kolumbijská Národní Policie (PNC) provedla razii v jeho luxusním bytě (Hacienda Buenos Aires), který leží v luxusní čtvrti Normandia v Cali. Miguela Rodrigueze našli v tajném úkrytu jeho šatníku. Po zatčení kolumbijská vláda zamítla žádost Spojených států amerických o jeho výdání. Z kolumbijského vězení i nadále řídil obchod s drogami, především s kokainem, proto Spojené státy americké opakovaně požadovalo jeho vydání.

## Vydání do Spojených států amerických
Dne 11. března 2005 byl nakonec do Spojených států amerických vydán. Jeho bratr Gilberto Rodríguez byl do Spojených států amerických vydán již 3. prosince 2004. Dne 26. září 2006 byli oba odsouzeni na 30 let vězení poté, co se oba přiznali k distribuci kokainu do Spojených států amerických.
Jeho vydání je stejně, jako v případě Gilberta do dnešních dnů považováno za nezákonné, jelikož v době vydání v Kolumbii k těmto úkonům nebyly přijaty žádné zákony. Dne 16. listopadu 2006 se oba bratři přiznali k praní špinavých peněz a byli odsouzeni na dalších 87 měsíců vězení.
Miguel Rodríguez Orejuela si odpykává svůj třicetiletý trest odnětí svobody ve Federálním nápravném ústavu Edgefield (FCI Edgefield), v Severní Karolíně. Jeho propuštění je naplánováno na 9. února 2030, kdy mu bude 87 let.
Dne 5. března 2018 kolumbijský soud odsoudil 8 členů Rodriguezovy rodiny k 9 letům vězení za praní špinavých peněz, které získaly v době fungování vlády Calijského kartelu. Soud obviněné usvědčil z využívání jejich legálních podniků (včetně farmaceutického řetězce Drogas La Rebaja) z praní miliard pesos.

## Galerie

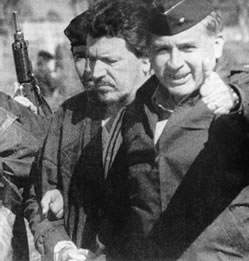
Generál Kolumbijské národní policie Rosso José Serrano osobně doprovází drogového barona kartelu z Cali Miguela Rodrígueze Orejuela do vazby.
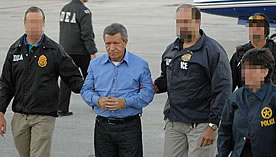
Miguel Rodriguez při eskortu agenty DEA poté, co byl vydán do Spojených států.
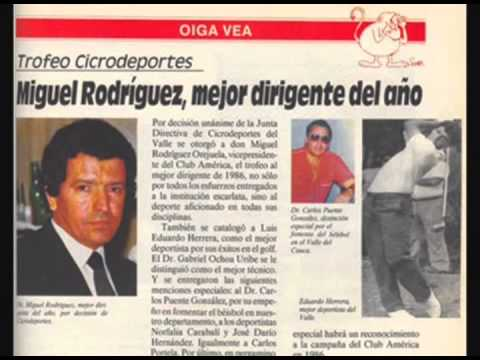
Novinový článek
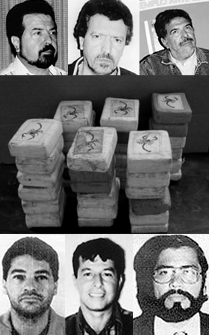
Členové kartelu Cali